# كريم جان ديرماز
كريم جان ديرماز (بالتركية: Kerimcan Durmaz) هو مغني وراقص وخبير مكياج تركي، وهو ناشط مشهور على مواقع التواصل الإجتماعي. اشتهر عام 2015 بنشر مقاطع فيديو عبر الإنترنت.

## السيرة الذاتية
وُلِد في 2 نوفمبر 1994 في ينيكوي في إسطنبول. يعيش في أسرة مكونة من أم ربة منزل وأب مدير مطعم وأختان أكبر منه. بعد أن أنهى دراسته الثانوية، انتقل إلى باكو وعمل كفنان مكياج. وأصبح أحد المشاهير على وسائل التواصل الاجتماعي من خلال مشاركة مقاطع الفيديو على Periscope وسناب شات منذ عام 2015. ثم عاد إلى إسطنبول وبدأ العمل كدي جي. في عام 2016 تلقى عرضًا للتمثيل في دور رئيسي في فيلم، وبدأ تصويره في ديسمبر. ومثل بدور قاضي في الموسم السابع من برنامج İşte Benim Stilim على قناة TV8 بين عامي 2016 و2017. وخلال أدائه عرضًا في مكان ما في مدينة سامسون، تعرض لاعتداء بدوافع مناهضة للمثلية الجنسية.
0
ويتهم البعض ومنهم صحفيون دورماز لكونه معروفًا فقط بتوجهه الجنسي ومثليته الجنسية، وليس للفن الذي يقدمه. كما تعرض لحملة انتقاد كبيرة عام 2019 بسبب نشره عن طريق الخطأ مقطع فيديو لنفسه وهو يؤدي العادة السرية عبر قصته على موقع إنستغرام. كما أنه خلال جائحة كوفيد-19 في تركيا، استهدف كبار السن ممن تجاوزوا سن 65 عامًا ولم يلتزموا بإجراءات حظر التجول عبر قصة على إنستغرام، قائلاً: "اخرجوا ومتوا. بعضكم سيموت، ونحن الشباب سنبقى، هل تريدون هذا؟". مما أدى للمدعي العام باتهامه في إسطنبول بشأن كلماته، وطلب الحكم عليه بالسجن لمدة تتراوح بين (6 -12 شهر) بتهمة "تحريض الناس على الكراهية والعداء أو الإذلال".
أصدر دورماز أغنيته المنفردة الأولى "Peşimde" في فبراير 2021. وصور الفيديو الموسيقي للأغنية في لوس أنجلوس وفي أقل من أسبوعين حقق أكثر من 14 مليون مشاهدة.

## أغانيه المنفردة
- Peşimde (2021)
- Vida Loca (2021)
- K M N ? (2022)
- Bedel (2023)